# Valentin Lebeděv
Valentin Vitaljevič Lebedev, rusky Лебедев, Валентин Витальевич  (* 14. dubna 1942, Moskva) je letecký inženýr a bývalý sovětský kosmonaut ruské národnosti. Do kosmu letěl dvakrát.

## Život
Otec byl sice tankistou, ale Valentinovi se zalíbila letadla. V roce 1959 se jako sedmnáctiletý seznámil s letouny v orenburském učilišti. Pak se dostal na MAI, tedy Moskevský letecký institut. Ve zdejším aeroklubu začal s létáním, postupně zvládl větrníky, Jaky i vrtulníky. Pak dostal umístěnku do konstrukční kanceláře Sergeje Pavloviče Koroljova. Nejdříve byl ve skupině vyhledávací a pátrací, která vyhledávala v místě přistání pilotní kabiny Sojuzů. Pak jej naučili metodiku zpracovávání kosmické dokumentace. Do oddílu kosmonautů RKK Eněrgija byl zařazen až roku 1972 a už za rok byl jmenován palubním inženýrem a letěl do kosmu. V roce 1975 obhájil na Moskevském leteckém institutu disertační práci a získal titul kandidát věd, v roce 1985 na stejné škole získal titul doktor technických věd. 4. listopadu 1989 byl přeložen do skupiny kosmonautů Akademie věd SSSR.
Členem týmu kosmonautů byl do 4. listopadu 1989.
Je ženatý a má jedno dítě.

## Lety do vesmíru
Do vesmíru letěl poprvé jako palubní inženýr v kosmické lodi Sojuz 13. Start se uskutečnil z kosmodromu Bajkonur, velitelem v lodi mu byl Pjotr Klimuk. Cílem letu na oběžné dráze kolem Země bylo fotografování, různé experimenty, astrofyzikální výzkumy a zkoušky systémů. Bez problémů byl i návrat na Zemi, na padácích v kabině lodi na území Kazachstánu. Let trval 188 hodin.
Podruhé letěl v roce 1982. Zúčastnil se letu kosmické lodě Sojuz T-5 a dlouhodobého pobytu v kosmické stanici Saljut 7.
- Sojuz 13 (18. prosince 1973 – 26. prosince 1973)
- Sojuz T-5 (13. května 1982 – 10. prosince 1982)